# Алианс за обединението на румънците
Алиансът за обединението на румънците (съкратено AUR) е политическа партия в Румъния, основана през септември 2019 г. от активиста на синдика и кандидат на изборите за Европейски парламент от същата година Джордже Симион. Партията предлага договорнически подход към политиката. Има клонове в 22 държави в Европа и Северна Америка.

## Политическа програма
На 24 януари 2020 г. партията стартира своята политическа програма, която включва:
- съюз с Република Молдова
- лична, религиозна, икономическа, политическа свобода
- върховенство на закона
- независимо и функционално правосъдие
- равенство пред закона
- равни възможности
- прозрачност, меритокрация и отчетност
- свободна пазарна икономика
- свободна преса
- устойчива експлоатация на националните ресурси от природно и културно наследство до човешки ресурси
- опростен, деполитизиран, ефективен институционален апарат, въз основа на компетенции, зачитане на неприкосновеността на собствеността
- насърчаване и гарантиране на европейско ниво на правата и свободите на повече от 10 милиона румънци в чужбина в духа на реципрочност и по-тясно сътрудничество между държавите членки и партньорите от ЕС
- ефективно управление, както на национално, така и на европейско ниво, въз основа на тясно сътрудничество между сектора на публични, частни и граждански инициативи.[5]

## Политически позиции и идеология
Политическата позиция на партията е дясна и доктрината ѝ се основава на четири стълба: семейство, родина, вяра, свобода. Партията се характеризира като консервативна, патриотична и профсъюзна.

## Избирателна история

### Законодателни избори
| Избори | Камарата на депутатите | Камарата на депутатите | Камарата на депутатите | Сенат   | Сенат | Сенат    | Място | Резултат |
| Избори | Гласове                | %                      | Места                  | Гласове | %     | Места    | Място | Резултат |
| ------ | ---------------------- | ---------------------- | ---------------------- | ------- | ----- | -------- | ----- | -------- |
| 2020   | 535,828                | 9.08                   | 33 / 329               | 541,935 | 9.17  | 14 / 136 | 4-то  | TBD      |

### Местни избори
| Избори | Окръжни съветници | Окръжни съветници | Окръжни съветници | Кметове | Кметове | Кметове  | Съветници на местния съвет | Съветници на местния съвет | Съветници на местния съвет | Народен вот | %    | Място |
| Избори | Гласове           | %                 | Места             | Гласове | %       | Места    | Гласове                    | %                          | Места                      | Народен вот | %    | Място |
| ------ | ----------------- | ----------------- | ----------------- | ------- | ------- | -------- | -------------------------- | -------------------------- | -------------------------- | ----------- | ---- | ----- |
| 2020   | 71,022            | 0.99              | 0 / 1340          | 26,596  | 0.33    | 3 / 3176 | 35,797                     | 0.45                       | 79 / 39 900                | 71,022      | 0.99 | 12-то |

#### Местни избори вБукурещ
| Избори | Кандидат       | Първи тур | Първи тур | Първи тур |
| Избори | Кандидат       | Гласове   | Процент   | Място     |
| ------ | -------------- | --------- | --------- | --------- |
| 2020   | Клаудйу Тързйу | 4,445     | 0.67%     | 7-то      |